# Ніздрюватий бетон

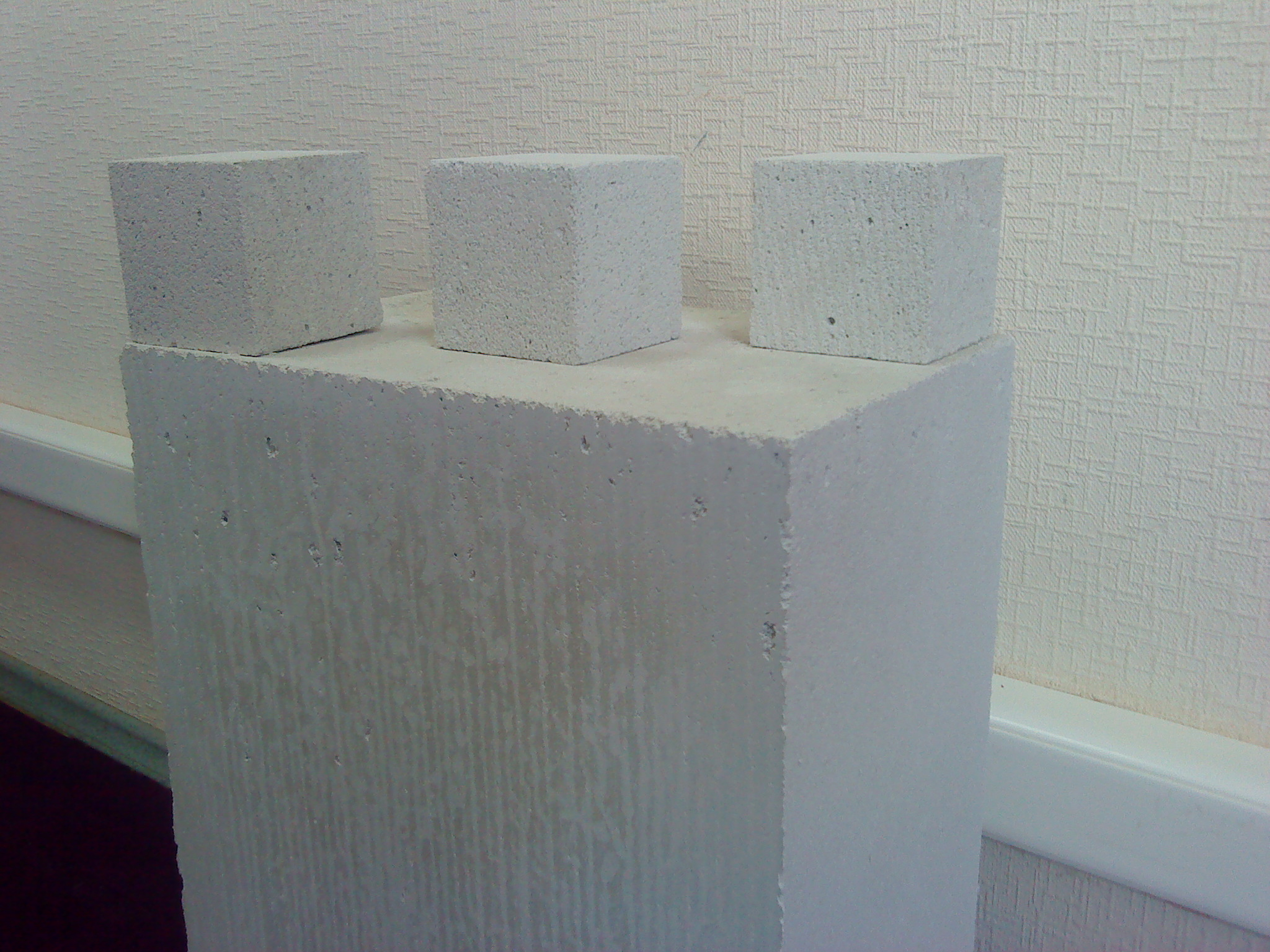
Блоки різноманітного розміру з автоклавного ніздрюватого бетону (газосилікат).

Ніздрюватий бетон (комірчастий бетон, пористий бетон) утворюються внаслідок затвердіння поризованої суміші в’яжучого, кремнеземнистого компонента й води. Внаслідок цього утворюються пори, об’єм яких може досягати до 85% від усього об’єму бетону.
За способом поризації бетони розрізняють:
Пінобетони – утворюються шляхом замішування зі стійкою піною
Газобетони – утворюється шляхом введення до сировинної суміші газоутворювача
Часто найменування "пінобетон" і "газобетон" застосовують для позначення ніздрюватих бетонів і силікатобетонів незалежно від основного виду в'яжучого. Комірчасті бетони можуть розглядатися як звичайні бетони, в яких роль великого і, частково, дрібного заповнювача виконують повітряні бульбашки. Такі бетони зазвичай називають просто комірчастими. Іноді до складу комірчастого бетону вводять великий заповнювач у вигляді шлакової пемзи, перліту, вермикуліта, керамзіту або інших спучених матеріалів. Такі бетони прийнято називати комірчастолегкими.
За видом в’яжучого:
На портландцементі:
Газобетон
Пінобетон
На вапняно-кремнеземистому в’яжучому:
Газосилікат
Піносилікат
на основі магнезійного в'яжучого:
піномагнезит
газомагнезит
На гіпсовому в’яжучому:
Газогіпс
Піногіпс
За способом твердіння:
Безавтоклавні
Автоклавні
Комбіновані
За середньою густиною та застосуванням:
Теплоізоляційні – середня густина до 500 кг/м3 і теплопровідність до 0,18 Вт/(м·К);
Конструкційно-теплоізоляіційні – середня густина 500…900 кг/м3
Конструкційні – середня густина 900…1200 кг/м3
Для виготовлення застосовують:
Портландцемент
Гіпс
Каустичний магнезит
Доменний гранулюванний шлак
Вапняк
Також застосовують такі типи піноутворювачів:
Клеє-каніфольний
Смолосапоніновий
Алюм сульфонафтеновий
Гідролізована кров
Класи за міцністю на стиск: В0,35; В0,75; В0,85; В1; В1,5; В2,5; В3,5; В5; В7,5; В10; В12,5; В15; В17,5; В20;
Вироби з комірчастих бетонів залежно від вимог, що пред'являються до їх здатності, що несе, можуть бути армованими і неармованими.
У будівництві застосовуються різні вироби з комірчастих бетонів: панелі, блоки і камені для зовнішніх і внутрішніх стін і перегородок, плити для покрівель промислових споруд, що утеплюють, шкаралупи і сегменти для теплоізоляції трубопроводів, блоки для утеплення і т. д. Вироби з комірчастих бетонів випускають різних розмірів як суцільні, так, і порожнисті.
Физико-механічні властивості комірчастих бетонів залежать від способів утворення пористості, рівномірності розподілу пор, їх характеру (відкриті, такі, що повідомляються або замкнуті), виду в'яжучого, умов твердіння, вологості і багатьох інших технологічних чинників.
Міцністні властивості комірчастих бетонів залежать у великій мірі від виду в'яжучого і умов твердіння. Найміцнішими є автоклавні комірчасті бетони, їх міцність перевищує міцність комірчастих бетонів природного твердіння в 8-10 разів.
Міцність матеріалу стінок комірчастого бетону визначається кількістю води зачиннення. При твердінні комірчастого бетону на основі портландцемента тільки певна частина води бере участь в процесі твердіння. Кількість пов'язаної води при гідратації цементу залежить від його мінералогічного складу і в середньому складає 15-20 % від ваги цементу.
Для комірчастих бетонів, до складу яких входить разом з в'яжучим матеріалом певна кількість тонкодисперсних добавок, замість водоцементного відношення прийнято визначати так зване водотвердне відношення. Водотвердний чинник – це відношення води зачиннення до суми твердих речовин – в'яжучого матеріалу і добавок. Він впливає певною мірою на міцність матеріалу стінок комірчастого бетону. У міру збільшення водотвердного відношення міцність комірчастих бетонів зменшується. Цій залежності підкоряються комірчасті бетони на основі будь-якого в'яжучого матеріалу.
Засобом підвищення міцності є зменшення водотвердного відношення і застосування в технології вібрації як в період приготування розчинів, так і при спученні (для газобетонів). Вібраційні дії викликають збільшення рухливості цементного тіста, розчинів і бетонів і дозволяють знижувати водотвердне відношення. Іншим засобом підвищення міцності виробів з комірчастих бетонів є армування. Комірчасті армовані вироби мають досить велику міцність – 75 кг/см2и більш.
Теплофізичні властивості комірчастих бетонів залежать від їх вологості. Тому однією з основних властивостей, що характеризують комірчасті бетони, є водопоглинання. Водопоглинання комірчастих бетонів залежить від виду в'яжучої речовини: бетони на основі вапна, каустичного магнезиту, каустичного доломіту і гіпсу мають більше водопоглинання, ніж бетони на портландцементі.
Важливою властивістю для комірчастих бетонів є усадка. Вироби з неавтоклавного бетону дають велику усадку, ніж з автоклавного. Піногіпс і піномагнезит практично не дають усадки.
Температуростійкість комірчастих бетонів невисока. Для автоклавного пінобетону і піносилікату, а також для безавтоклавного пінобетону гранично допустимими температурами є 300-400° [5]. При подальшому підвищенні температури має місце дегідратація новоутворень цементного каменю, внаслідок чого різко знижується міцність бетонів. Для піно- і газосилікатів при дії високих температур основним руйнівним чинником є модифікаційне перетворення кварцу (при 575°). Перехід кварцу з бета-модифікації в альфа-модифікацію супроводжується збільшенням його об'єму і викликає утворення в бетоні тріщин. На міцності пінобетону і піносилікату позначається не лише температура, але і швидкість нагрівання виробів. Швидкий нагрів швидше призводить до появи тріщин, ніж повільний нагрів до тієї ж температури.
Піномагнезит при підвищенні температури вище 200° має меншу міцність, а при температурі вище 350° він починає руйнуватися. Це властивість піномагпезита визначається відношенням до нагрівання кристалічного хлорокису магнію.
Температуростійкість піногіпсу незначна, при температурі вище 50-60 його застосовувати не слід; подальше підвищення температури викликає дегідратацію двуводного гіпсу.
Для застосування при температурах від 400 до 700° розроблені спеціальні рецептури жаротривкого пінобетону. Жаротривкий пінобетон виготовляють з портландцементі, золи-відсіву теплових електростанцій, піноутворювача і води. Жаротривкий пінобетон твердне в природних умовах.
Внаслідок невисокої температуростійкості комірчасті бетони відносяться до ізоляційно-будівельних матеріалів і застосовуються для ізоляції конструкцій будівель і споруд.
Нині ведуться дослідження по розробці способів зниження величини усадки, збільшення міцності пінобетону шляхом введення до складу бетону спеціальних добавок. Добавка мікрокремнезему у кількості 2-5 % призводить до ущільнення структури за рахунок заповнення вільних просторів [2].
Для комірчастих бетонів середньою щільністю від 400 до 800 кг/м3 рядовий неавтоклавний пінобетон має клас бетону по міцності на один–два пункти нижче, ніж бетон автоклавний. Модифікований неавтоклавний пінобетон, що містить мікрокремнезем, має клас по міцності рівний автоклавному комірчастому бетону.